# San Jose (Californië)
San Jose of San José is een stad aan de Westkust van de Verenigde Staten, in de staat Californië. Samen met de steden San Francisco en Oakland vormt het het grootstedelijke gebied San Francisco Bay Area. Het is met 1.035.317 inwoners (2017) de grootste kern van de regio en de derde stad van de staat Californië, na Los Angeles en San Diego.
Officieel heet de stad The City of San José, met accent op de laatste e; voor dagelijks gebruik wordt sedert 1979 de naam San José aanbevolen, dit om de Spaanse oorsprong te benadrukken. In de praktijk wordt het accent veelal weggelaten, aangezien in het Amerikaans-Engels taalgebruik weinig accenten worden toegepast.
Eind jaren tachtig groeide het in omvang San Francisco voorbij dat in zijn groei beperkt wordt door de ligging op een landtong. San Jose is gesitueerd aan de zuidpunt van de Baai van San Francisco en aan de rand van de Silicon Valley. Tot de groei droeg ook de San Jose International Airport bij.

## Geschiedenis
De stad is in 1777 gesticht als een boerengemeenschap in de toenmalige Spaanse kolonie Alta California. Vanaf 1850 is het een tijd lang de hoofdstad geweest van de staat Californië. Lange tijd heeft San José gefungeerd als het agrarische centrum van de regio. 
Na de verovering door de Verenigde Staten trok de stad, zoals de hele Westkust van de Verenigde Staten, behalve blanke kolonisten ook Chinese immigranten als ongeschoolde arbeiders in de mijnen en op het land. In een tijd van toenemend verzet onder de Amerikanen tegen deze immigratie, werd in mei 1887 de Chinezenwijk van San José in brand gestoken. Het stadsbestuur heeft hiervoor in 2021 spijt betuigd.
Momenteel noemt de stad zich Capital of Silicon Valley (de hoofdstad van Silicon Valley) en dient San José voor een deel als slaapstad voor de omvangrijke computer- en chipindustrie die in Silicon Valley is gevestigd.
De grootste universiteit van de stad is de San José State University (SJSU). Deze universiteit heeft ongeveer 30.000 studenten en is gegroeid uit de in 1857 opgerichte Minns' Evening Normal School. Daarmee is SJSU de oudste openbare instelling voor hoger onderwijs van de Staat Californië. De oorspronkelijke campus ligt in het centrum van San José en is onder meer gekend om zijn historische gebouwen en om het Olympic Black Power Statue, een standbeeld door kunstenaar Rigo23 dat de Civil Rights protesten herdenkt van atleten Tommie Smith (goud, 200m sprint) en John Carlos (brons, 200m sprint) tijdens de Olympische zomerspelen van 1968 in Mexico City. Beiden zijn SJSU alumni.
In 1981 werd San José de zetel van een rooms-katholiek bisdom.

## Demografie
Van de bevolking is 8,3% ouder dan 65 jaar en de bevolking bestaat voor 18,4% uit eenpersoonshuishoudens. De werkloosheid bedraagt 2,3% (cijfers volkstelling 2000).
Ongeveer 30,2% van de bevolking van San José bestaat uit hispanics en latino's, 3,5% is van Afrikaanse oorsprong en 26,9% van Aziatische oorsprong.
Het aantal inwoners steeg van 783.324 in 1990 naar 1.035.317 in 2017.

## Klimaat
In januari is de temperatuur tussen 6 en 15 °C, in juli is dat tussen 14 en 29 °C. Jaarlijks valt er gemiddeld 383 mm neerslag (gegevens op basis van de meetperiode 1961-1990).

## Sport
San José heeft één sportclub die uitkomt in een van de vier grootste Amerikaanse profsporten. Het gaat om:
- San Jose Sharks (ijshockey)

Daarnaast speelt voetbalclub San Jose Earthquakes in de Major League Soccer.

## Stedenband
San José heeft een stedenband met:
- Jekaterinenburg (Rusland)

## Plaatsen in de nabije omgeving
De onderstaande figuur toont nabijgelegen plaatsen in een straal van 8 km rond San Jose.

## Bekende inwoners van San José

### Geboren
- Floyd McFarland (1878-1915), wielrenner
- Virginia Brissac (1883-1979), actrice
- Don Edwards (1915-2015), politicus
- Farley Granger (1925-2011), acteur
- Margherita Sanfilippo (1927), componiste en muziekpedagoog
- Anita Sleeman (1930-2011), Canadees componiste, muziekpedagoge, dirigent, pianiste, trompettiste, hoorniste en arrangeur
- Norman Mineta (1931-2022), politicus
- Dudley R. Herschbach (1932), scheikundige en Nobelprijswinnaar (1986)
- Michio Kaku (1947), theoretisch natuurkundige, gespecialiseerd in de snaartheorie
- Peggy Fleming (1948), kunstschaatsster
- Rosanna DeSoto (1950), actrice
- Steve Wozniak (1950), ingenieur, mede-oprichter Apple Computer
- Russell Ferrante (1952), jazzpianist en mede-oprichter Yellowjackets
- Chris Cain, (1955), gitarist en zanger
- Miguel Pérez (1957), acteur
- Tad Williams (1957), schrijver
- Lyle Workman (1957), componist, muzikant en muziekproducent
- Steve Caballero (1964), skateboarder
- Candi Milo (1966), stemactrice en zangeres
- Jenny Shimizu (1967), model
- Brandi Chastain (1968), voetbalster
- Sheri Moon (1970), danseres, fotomodel, actrice
- Renée Elise Goldsberry (1971), actrice, zangeres en songwriter
- Brian MacPhie (1972), tennisspeler
- Dustin Diamond (1977-2021), (kind)acteur en muzikant
- Pej Vahdat (1982), acteur
- Brett Dalton (1983), acteur
- Levy Tran (1983), actrice
- Christina Kim (1984), golfprofessional
- Steven Beitashour (1987), Iraans-Amerikaans voetballer
- Benji Joya (1993), voetballer
- Akhil Akkineni (1994), acteur
- Vincent Zhou (2000), kunstschaatser

### Overleden
- Joe James (1925-1952), Formule 1-coureur

## Galerij

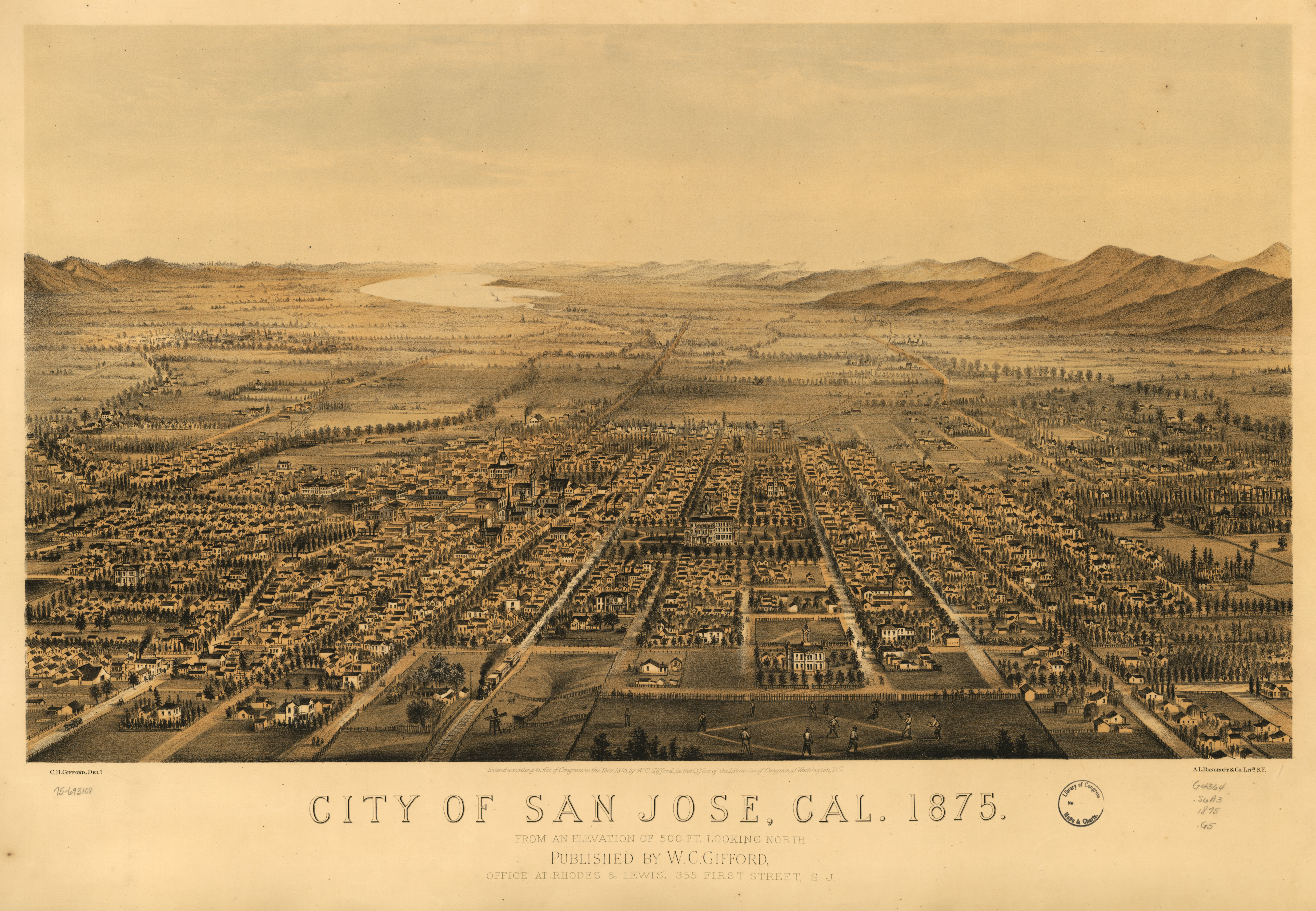
San Jose in 1875
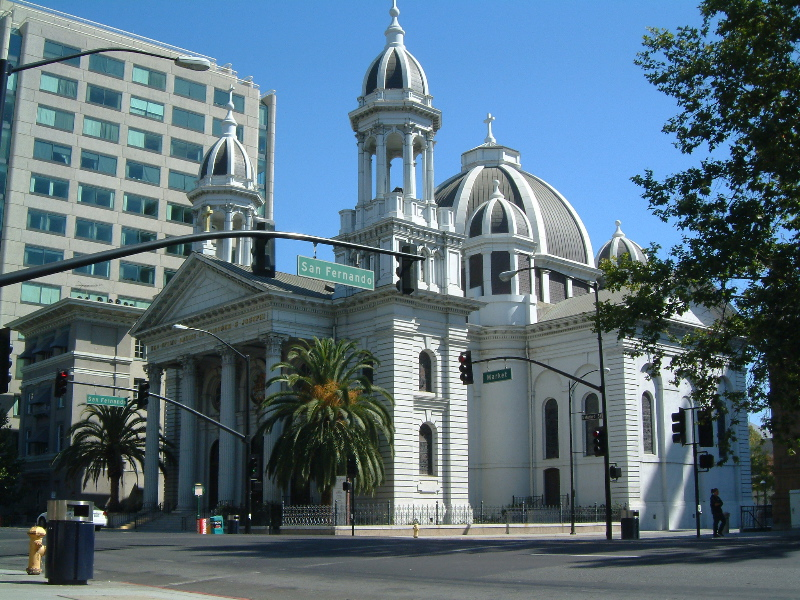
Kathedrale Basiliek van Sint-Jozef